# Sibynophiinae
Sibynophiinae är en underfamilj i familjen snokar med två släkten.
Arterna av släktet Scaphiodontophis lever i Central- och Sydamerika. Medlemmarna i släktet Sibynophis är små och lever i Indien, Kina samt Sydostasien.
Släkten enligt The Reptile Database:
- Scaphiodontophis
- Sibynophis